# 乌鲁姆巴伊·阿舒罗夫
乌鲁姆巴伊·阿舒罗维奇·阿舒罗夫，（俄語：Урумбай Ашурович Ашуров，1903年1月1日（格里历：1月14日）—1938年10月20日）塔吉克人，苏联党和国家领导人。曾任塔吉克共产党（布）中央第一书记。

## 生平
- 1903年1月1日（格里历：1月14日）出生于沙俄费尔干纳州新马尔吉兰的一户贫农家庭。曾就读于伊斯兰经堂学校，俄文学校。
- 1916年5月-1917年2月，斯别列科夫市（费尔干纳）商店学徒。
- 1917年3月-1919年11月，费尔干纳市印刷厂学徒，编辑。期间，1918年-1919年，苏俄红军服役。1919年5月加入俄共（布）。
- 1920年5月-1923年2月，斯别列科夫，马尔吉兰市契卡工作。费尔干纳州马尔吉兰地区契卡副局长。
- 1923年3月-1923年6月，俄共（布）马尔吉兰地区党委组织部代理部长。
- 1923年6月-1924年8月，费尔干纳州马尔吉兰市革命委员会副主席，主席。
- 1924年8月-1925年8月，费尔干纳州马尔吉兰地区政府主席。
- 1925年9月-1927年1月，乌兹别克共产党（布）费尔干纳州委，费尔干纳市委执行书记。
- 1927年1月-3月，乌共（布）中央组织局执行书记。
- 1927年3月-1929年5月，乌共（布）安集延州委执行书记。
- 1929年5月-9月，乌兹别克苏维埃社会主义共和国财政人民委员。
- 1929年9月-1930年12月，联共（布）中央共产主义学院马列主义培训班学习。
- 1931年2月-12月，中亚集体农场中心主席。
- 1931年12月-1932年12月，联共（布）中央中亚局组织部副主任。
- 1933年1月-1934年10月，联共（布）中央中亚局列宁主义文化和宣传部主任。
- 1935年1月-1936年8月，塔吉克共产党（布）中央第二书记。
- 1936年7月-12月，联共（布）中央委员会讲师。
- 1937年1月-10月，塔共（布）中央第一书记。期间，1937年2月-10月，塔吉克苏维埃社会主义共和国人民委员会主席。1937年7月起参与组织三人法庭，参与大清洗。
- 1937年10月4日被捕。1938年10月20日在斯大林纳巴德（杜尚别）被判处死刑，终年39岁。1956年12月平反。

阿舒罗夫是联共（布）15-16大代表，第16次代表会议代表。

## 荣誉
- 劳动红旗勋章